# Koningvissen
Koningvissen of koningsvissen is een kampioenschap in de vissport. Het is een clubwedstrijd waarbij de deelnemers een zo hoog mogelijk totaalgewicht van vis moeten ophalen uit de vijver. De term wordt zowel in Vlaanderen als in Nederland gebruikt. In sommige visclubs is het een eendagswedstrijd, in andere wordt de wedstrijd verspreid over een aantal dagen. Eenmaal per jaar wordt de koning, en meestal ook de koningin aangeduid: degene die het meeste vis heeft gevangen. Deze krijgt een beloning en mag de clubtitel een jaar dragen.

## Voorbeelden
- Koningvissen in Overijse
- Koning en koningin in Emblem
- Geschiedenis van het koningvissen in Tienray
- Koningen en koninginnen van Kerkrade
- Koningvissen in de Gehandicaptenvisvereniging Tilburg